# Acanthascus solidus
Acanthascus solidus är en svampdjursart som beskrevs av Schulze 1899. Acanthascus solidus ingår i släktet Acanthascus och familjen Rossellidae. Inga underarter finns listade i Catalogue of Life.